# امی اکتون
ایمی لی اکتون (Amy Leigh Acton) (نام خانوادگی پدری: استرنز؛‏ ۱۹۶۵/۱۹۶۶)، یک پزشک و محقق سلامت عمومی اهل آمریکا است. وی از سال ۲۰۱۹ تا ۲۰۲۰ میلادی به عنوان مسئول اداره بهداشت ایالات اوهایو خدمت نمود. اکتون در واکنش ایالات اوهایو به پاندمی کووید-۱۹ نقش اساسی را ایفا نمود.

## اوایل زندگی و تحصیلات
اکتون در خانواده استرنز با نام خانوادگی امی استرنز متولد شد، در منطقه شمالی یانگزتاون در ایالت اوهایو بزرگ شد و «در مدت ۱۲ سال در ۱۸ مکان مختلف زندگی کرد، از جمله در زیر یک چادر زمانیکه وی بی‌خانمان بود». وی در مصاحبه با شبکه WKBN در یانگزتاون گفت که همسایه‌های ناآشنا به وی و برادرش غذای صبح می‌دادند «چون آنها می‌دانستند که ما گرسنه هستیم» و همچنین «از سوی دیگر مردم اجازه نمی‌دادند کودکانشان با ما بازی کند چون ما کثیف بودیم و بوی بد می‌دادیم». وی همچنین در مصاحبهٔ ۲۰۱۹ توصیف کرد که پس از جدا شدن والدینش، زمانیکه با مادر خود زندگی می‌کرد مورد بی‌توجهی و سوء استفاده قرار می‌گرفت. زمانیکه او در کلاس هفتم بود یکجا با پدر خود در یک محیط با ثبات‌تر زندگی می‌کرد و هنگامیکه در «دبیرستان عالی آزادی» درس می‌خواند، عضو «جامعه افتخار ملی» و «ملکه هوم‌کامینگ» بود.
وی به دانشگاه ایالتی یانگزتاون راه یافت و مدرک دانشگاهی خود را در رشته پزشکی، از «کالج پزشکی دانشگاه‌های شمال شرقی اوهایو» در ۱۹۹۰ میلادی بدست آورده و تلاش کرد تا راهش را به کالج باز کند. وی دوران پزشکی مقیم (رزیدنسی) خود را در طب اطفال و طبابت پیشگیرانه تکمیل نمود. او توانست مدرک ارشد خود را در رشته سلامتی عمومی از دانشگاه ایالتی اوهایو بدست آورد. وی دوره‌های پزشکی مقیم خود را در کالج پزشکی آلبرت اینشتین و «بیمارستان اطفال نشن‌واید» به اتمام رسانید.

## حرفه
اکتون به عنوان دستیار استاد در دانشگاه ایالتی اوهایو، سلامتی عمومی را تدریس کرد. وی به عنوان مدیر کمک‌هزینه تحصیلی در «بنیاد کلمبوس» کار کرد. او رئیس پروژه LOVE بود (عاشق کودکان خود باشیم، به موقع واکسینه کنیم).‏
اکتون در ۲۰۰۸ زمانیکه معروف به «امی بیچ» بود به عنوان داوطلب در ستاد انتخاباتی باراک اوباما کار کرد و یک گروه ایمیلی که آنرا «باکسلی، بلی ما می‌توانیم!» نامید در my.BarackObama.com ساخت و رویدادهای ستاد انتخاباتی را با استفاده از فیسبوک منتشر کرد.
فرماندار اوهایو مایک دواین در فوریه ۲۰۱۹ میلادی وی را به عنوان گزینه آخر کابینه، به عنوان رئیس دپارتمان سلامت انتخاب کرد. فرایند جستجو بسیار طولانی بود چون دی‌واین می‌خواست یک فرد مناسب هنگام بحران مسئولیت را برعهده داشته باشد. اکتون اولین زنی بود که این مسئولیت را بر عهده داشت. متصدیان قبلی یک حقوقدان و یک رئیس بازاریابی بودند؛ دی‌واین بیان کرد که ما باید «در مورد اینکه چه کسی را به این ریاست بگماریم مجدد فکر کنیم».

### پاندمی کووید-۱۹

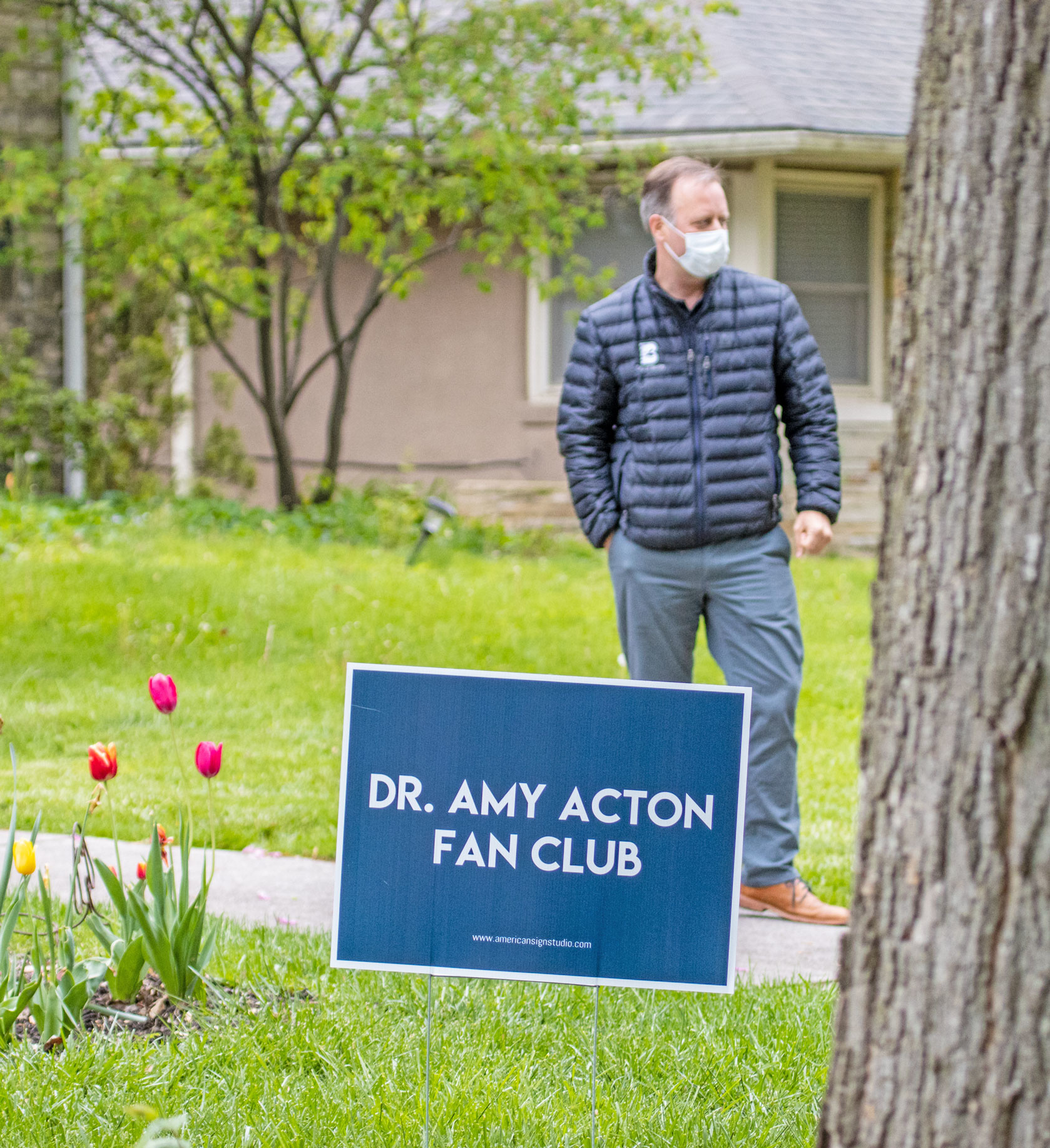
علامتی در پشتیبانی از اکتون

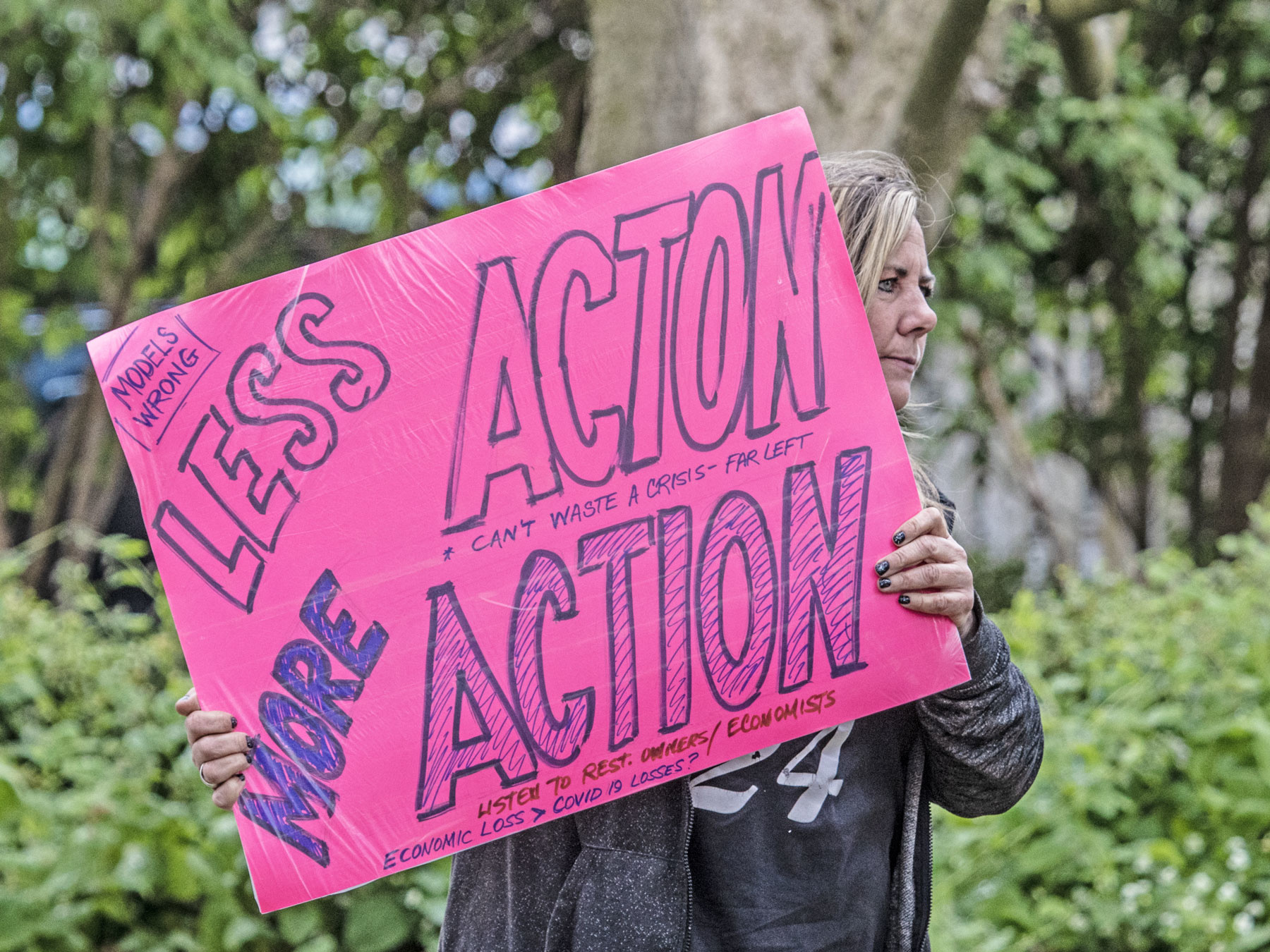
یک مخالفِ «در خانه ماندن اکتون» بیرون خانه اکتون

اکتون در ۲۰۲۰ قبل و در جریان پاندمی کووید-۱۹ به فرماندار مایک دی‌واین در مورد کووید-۱۹ توصیه نمود و دی‌واین نخستین شهردار ایالات متحده بود که مدارس را بست و گردهمایی‌ها را به کمتر از ۱۰۰ نفر محدود نمود، با در نظر داشت این حقیقت که در آن زمان اوهایو تنها سه مورد تأیید شده کووید داشت. اوهایو همچنین نخستین ایالتی بود که می‌خانه‌ها و رستوران‌ها را بست، در حالیکه تنها کمتر از ۴۰ مورد تأیید شده کووید داشت. اکتون بلافاصله بعد از اینکه پیش‌بینی نمود ۵ مورد تأیید شده در اوهایو در واقع به معنای ۱۰۰٬۰۰۰ مورد حقیقی است، این خبر را در سطح ملی پخش کرد. وی در اواسط ماه مارچ پیش‌بینی نمود که موارد در اواخر آپریل تا اواسط می به اوج خود خواهد رسید.
وی در ۱۲ مارچ گفت، «این چیزی خواهد بود که این نسل بخاطر خواهد سپرد». رهبر اقلیت‌های مجلس اوهایو «امیلیا سکایس» وی را «MVP واقعیِ واکنش اوهایو به ویروس کرونا» خواند. «دایتون دیلی نیوز» وی را به عنوان «چهره معتمد اوهایو در جریان پاندمی» عنوان کرد.
اکتون طرفدار به تأخیر افتادن «ریاست اولیه دموکراتیک ۲۰۲۰» اوهایو بود که تا ۱۷ مارس ۲۰۲۰ به تأخیر افتاد. یک روز قبل از انتخابات، شهردار دی‌واین اعلام کرد که انتخابات لغو شده‌است، تنها یک قاضی می‌توانست فرمان دهد که وی صلاحیت این کار را ندارد. پس از آن اکتون دستور داد تا اماکن رأی‌دهی به دلیل وضعیت اضطراری سلامتی عمومی بسته شود. بعد از آن مشخص گردید که انتخابات برای کسانیکه در رأی‌دهی اولیه شرکت نکرده بودند کاملاً از طریق پست و به‌طور غیابی صورت می‌گیرد.‏ CNN در آوریل ۲۰۲۰ وی را «نسخه ایالت شاه‌بلوط از دکتر آنتونی فاوچی روراست» خواند.
در ۱ آپریل، گزارش شده‌است که شهردار دیواین «به پرسش‌های مشخصی که از اکتون در مورد ویروس و شیوع آن در جریان مصاحبه دیلی نیوز پرسیده شد سریعاً احترام گذاشته» و «به اهالی اوهایو اعلام نمود که تصمیمات ایالت مبتنی بر علم است».
در ماه می ۲۰۲۰، گروهی متشکل از ۳۵ عضو باشگاه بدنسازی بر علیه اداره بهداشت اوهایو، اکتون و اداره سلامت «شهرستان لیک» در رابطه به محدودیت‌های سلامتی مرتبط با ویروس کرونا اقامه دعوی نمودند و این شکایت باعث شد تا قاضی «یوگین لوچی» از دادگاه عمومی شهرستان لیک یک حکم قضایی ابتدایی را صادر نموده و ایالت را از «وضع جرایمی که صرفاً برای عدم پیروی از دستور رئیس» روی باشگاه‌های بدنسازی «تا زمانی که آنها مطابق با مقررات ایمنی قابل تطبیق فعالیت می‌نمایند» منع نماید. ایالت در حال استیناف خواهی است؛ اما مدعیان با وجود برنامه‌های دی‌واین برای باز نمودن مجدد باشگاه‌های بدنسازی به فشارهای خود ادامه می‌دهند.
معترضین با آغاز ماه می ۲۰۲۰ شروع به اعتراض در درب منزل اکتون در کلمبوس و ظاهر شدن در کنفرانس‌های خبری نمودند. به امنیت اکتون توجه بیشتر صورت گرفت. انتقادات متمرکز بر سیاست‌های وی بود، اما سیاست وی و اینکه او یک یهودی بود نیز در مسائل دخیل گردید.
مجلس سنای اوهایو در ۲۰ می ۲۰۲۰ پیشنهادی که از جانب جمهوری خواهان مجلس ایالتی پیشنهاد شده بود (و در مجلس تقریباً تمامی جمهوری خواهان به آن رأی داده بودند) و طبق آن صلاحیت دی‌واین اکتون محدود می‌گردید و دستورهای اداره بهداشت اوهایو تا ۱۴ روز معتبر می‌بود و تمدید آن مستلزم تأیید توسط کمیته مشترک حقوقی ایالت می‌شد، را به اتفاق آرا رد نمودند.
بعد از اینکه نمایندگان جمهوری‌خواه در مجلس اوهایو لوایحی را به منظور محدود کردن صلاحیت‌های وی برای مدیریت پاندمی معرفی نمودند، وی نگران شد تا مجبور به امضای دستور سلامتی گردد که ممکن است سوگند بقراطی خود را نقض کند. وی در ۱۱ ژوئن ۲۰۲۰ از سمت خود استعفا داد و به عنوان مشاور ارشد سلامت اداره دی‌واین مقرر گردید. پس از وی لینس هایمس به عنوان رئیس مقطعی مقرر گردید. وی در اوایل اوت ۲۰۲۰ اعلام کرد که سمت خود به عنوان مشاور اداره را ترک کرده‌است.
وی بعد از اینکه از شغل خود استعفا داد، دوباره به کار خود در بنیاد کلمبوس برگشت. اکتون در ۴ فوریه ۲۰۲۰ میلادی از موضعیت خود در بنیاد کلمبوس کناره‌گیری کرد چون تصمیم داشت در انتخابات ۲۰۲۲ مجلس سنا بجای راب پورتمن شرکت نماید. هرچند، اکتون تصمیم گرفت تا در انتخابات آوریل ۲۰۲۱ شرکت نکرده و از اهالی اوهایو برای «حمایت فوران‌گونه» آنها سپاسگزاری کرد.

## زندگی شخصی
اکتون در ۲۰۱۰ با «اریک اکتون» که معلم مدرسه متوسطه و مربی دو و میدانی بود، ازدواج کرد. این زوج در بکسلی زندگی کرده و شش فرزند دارند. وی یهودی است.
او قبلاً با «داگلاس بیچ» ازدواج کرده بود و حاصل ازدواج آنها سه فرزند بود.